# Bojni spominski znak Krakovski gozd
Bojni spominski znak Krakovski gozd je spominski znak Slovenske vojske, ki je namenjen udeležencem spopada v Krakovskem gozdu.

## Opis
Znak je v obliki ščita. Ozadje ščita je rdeče; v sredini znaka je simboliziran hrast. V zgornjem delu znaka je napis KRAKOVSKI GOZD, v spodnjem delu pa 2. VII. in pod njim pa 1991.

## Nadomestne oznake
Nadomestna oznaka je modre barve z zlatim lipovim listom, ki ga križa puška.

## Nosilci
- seznam nosilcev bojnega spominskega znaka Krakovski gozd